# St. Hubertus und St. Antonius Abt

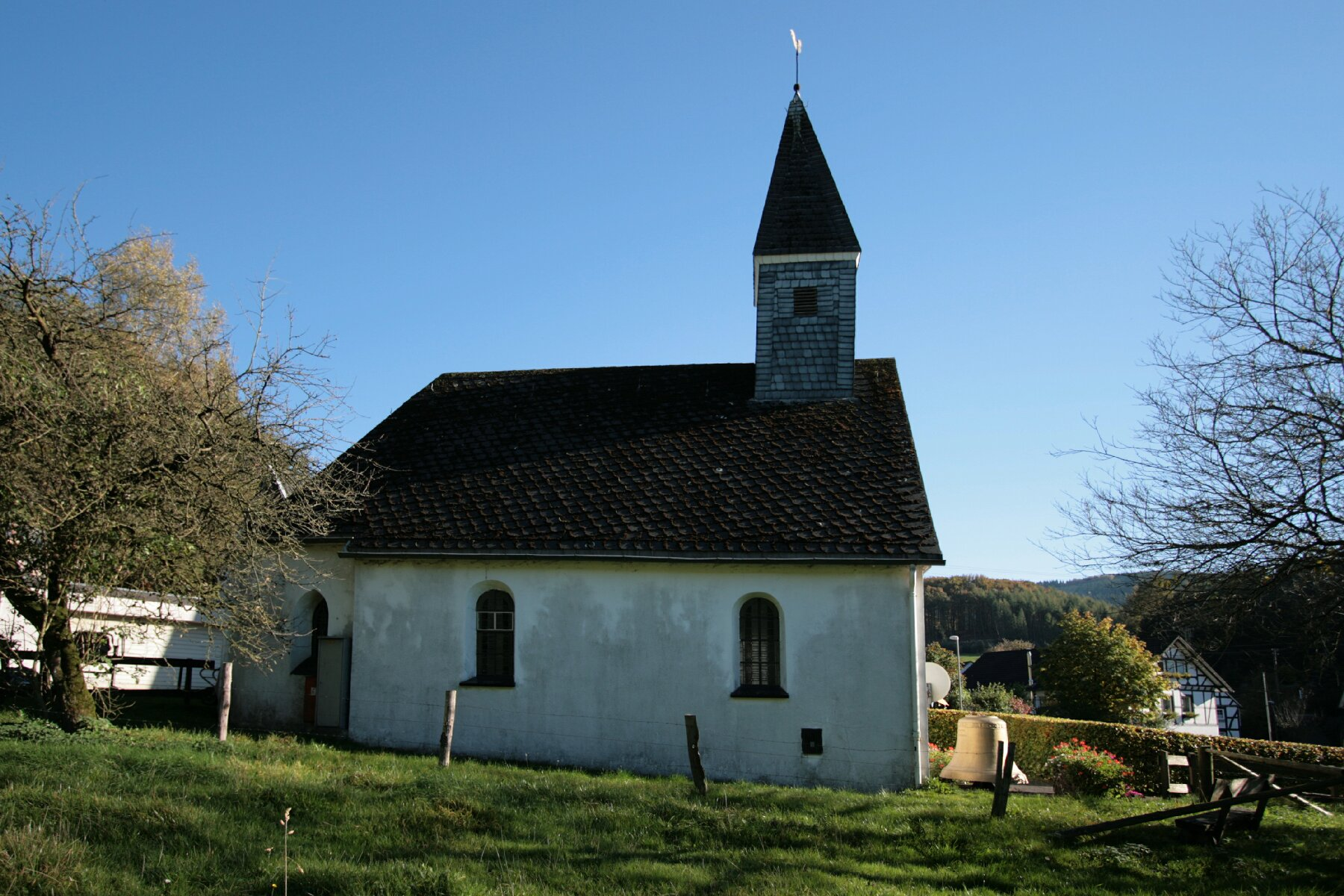
Kapelle St. Hubertus und St. Antonius Abt

Die Kapelle St. Hubertus und St. Antonius Abt ist ein denkmalgeschütztes Kirchengebäude in der Antoniusstraße in Burbecke, einem Ortsteil von Lennestadt im Kreis Olpe (Nordrhein-Westfalen).

## Geschichte und Architektur

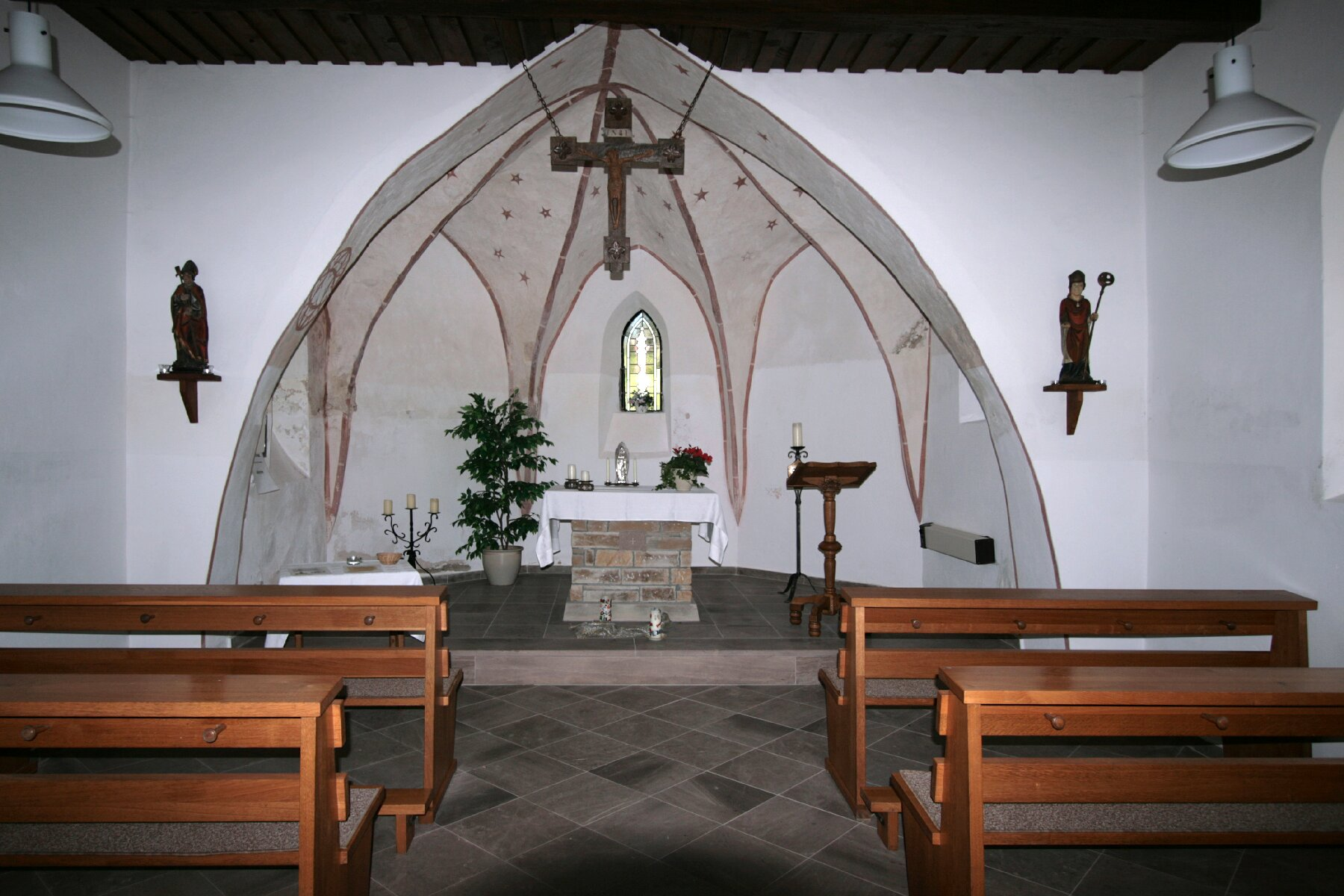
Blick auf den Altar

Das Patrozinium wurde 1794 erstmals erwähnt. Das spätgotische, einschiffige Gebäude wurde im 18. Jahrhundert verändert. Der Chor im Fünfachtelschluss ist vom 13. Jahrhundert. Der verputzte Saal ist flach gedeckt, in den Chor ist ein radiales Gratgewölbe eingezogen. Bei Renovierungsarbeiten wurden 1968 gotische Malereien aufgedeckt, die 1979 restauriert wurden. Auf dem Satteldach sitzt ein als Glockenträger genutzter Dachreiter.